# Eugene Galekovic
Eugen-Josip Galeković (Melbourne, Victoria, Australia; 12 de junio de 1981), más conocido como Eugene Galeković, es un exfutbolista australiano de ascendencia croata. Juega de portero y su equipo actual es el Melbourne City de la A-League australiana.

## Clubes
| Club                  | País      | Año               |
| --------------------- | --------- | ----------------- |
| Eastern Pride         | Australia | 2000 - 2001       |
| South Melbourne       | Australia | 2002 - 2004       |
| Sport Clube Beira-Mar | Portugal  | 2004 - 2005       |
| Melbourne Victory     | Australia | 2005 - 2007       |
| Adelaide United       | Australia | 2007 - 2017       |
| Melbourne City        | Australia | 2017 - Actualidad |

## Selección nacional
El 13 de mayo de 2014 Galekovic fue incluido por Ange Postecoglou, el entrenador de la selección australiana, en la lista preliminar de 30 jugadores con miras a la Copa Mundial de Fútbol de 2014. El 3 de junio fue confirmado en la lista final de 23 jugadores.

### Participaciones en Copas del Mundo
| Mundial                        | Sede      | Resultado    |
| ------------------------------ | --------- | ------------ |
| Copa Mundial de Fútbol de 2010 | Sudáfrica | Primera fase |
| Copa Mundial de Fútbol de 2014 | Brasil    | Primera fase |